# 아니바만

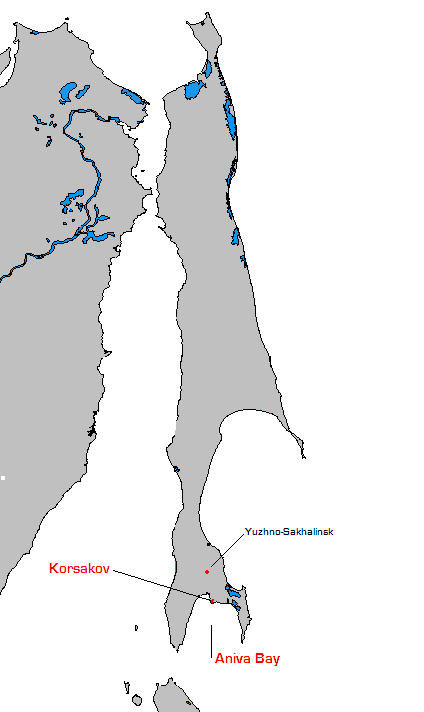

아니바만(Залив Анива, 亜庭湾)은 사할린섬의 남쪽에 위치한 만이다. 홋카이도의 북쪽에 위치해 있다. 아니바만에서 가장 큰 도시는 코르사코프이다.